# Surrealistischer Film

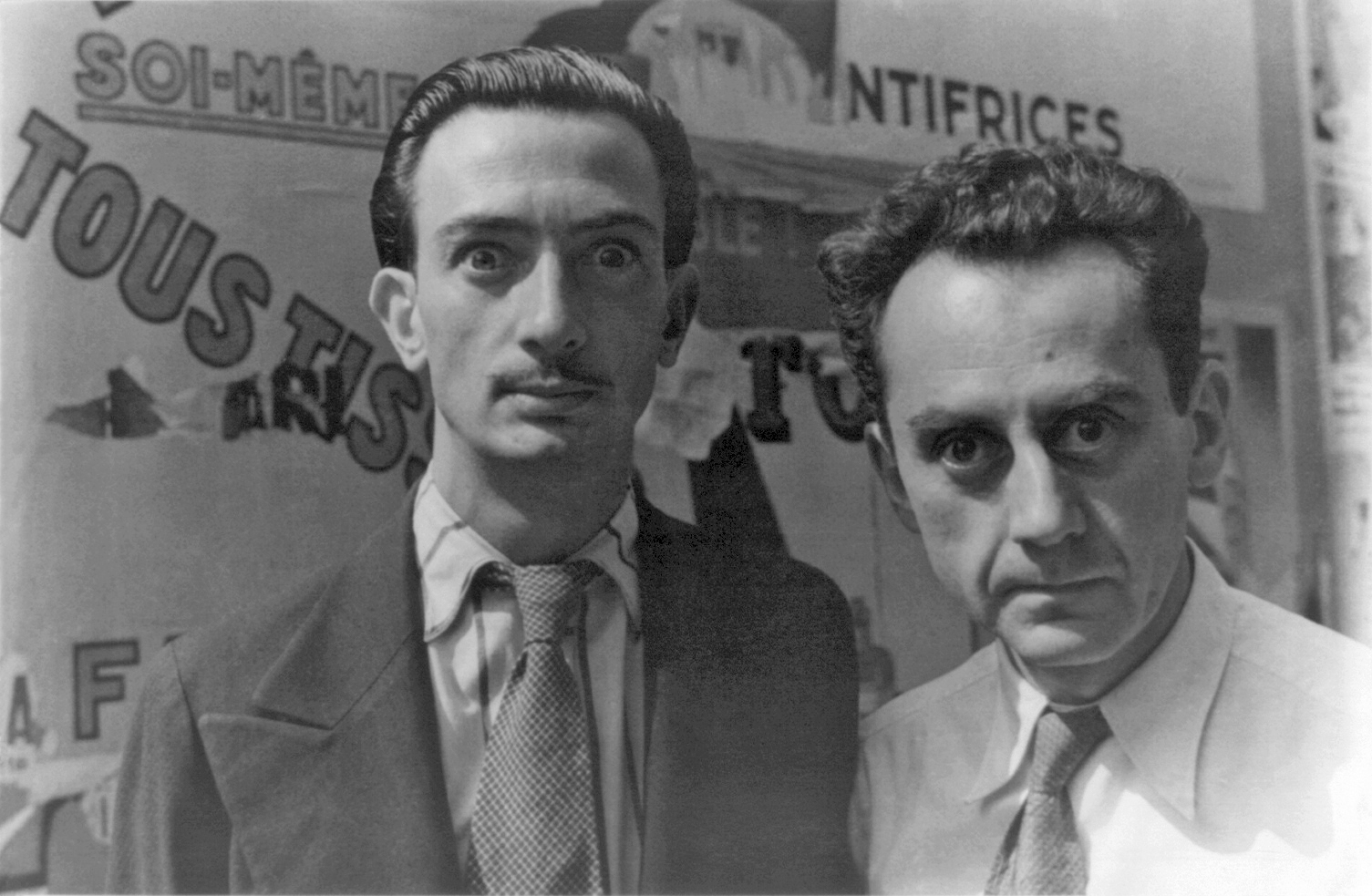
Salvador Dalí und Man Ray, 16. Juni 1934 in Paris, Fotograf: Carl van Vechten

Der surrealistische Film ist die Manifestation der künstlerischen Bewegung des Surrealismus im Medium Film. Die bedeutendsten surrealistischen Filme sind Ein andalusischer Hund (Un chien andalou) und Das goldene Zeitalter (L'Âge d'Or), die beide aus einer künstlerischen Zusammenarbeit zwischen Salvador Dalí und Luis Buñuel entstanden.

## Inhalte
Die Beschäftigung der Surrealisten in Kunst und Literatur mit den irrationalen Aspekten von Traum und dem Unbewussten, beeinflusst von Freuds Psychoanalyse, führte auch zu einer filmischen Umsetzung der durch Verfremdung grotesken und exzessiven Elemente dieser Kunstrichtung. Durch die intensive technische Vorbereitung, die Filme benötigen, fehlte bei den surrealistischen Filmen das Element des unbewussten, „automatischen“ Gestaltens, das in Malerei und Literatur des Surrealismus dem Zufall eine bedeutende Rolle zukommen ließ.

## Frühe surrealistische Filme
Germaine Dulac drehte nach einem Drehbuch von Antonin Artaud im Jahr 1928 den Experimentalfilm La Coquille et le Clergyman, in dem ein General einen Kleriker davon abhält, Erfüllung in der Liebe zu einer Frau zu finden. Artaud war jedoch mit der Umsetzung seines Drehbuchs als expliziter „Traumfilm“ nicht einverstanden und bestand auf der Autonomie der von ihm geschaffenen Welt, die eine Rechtfertigung, sie sei nur ein Traum, nicht benötige. Erfolgreicher setzte Man Ray mit seinen Filmen L’Étoile de mer (1928) und Les Mystéres du Château du Dé (1928) die Ideenwelt des Surrealismus um, indem er zahlreiche verfremdende filmische Mittel wie Unschärfe, Überblendungen, Zeitlupe und Rückwärtsaufnahmen mit realistischen Settings verknüpfte. Auch Philippe Soupault und Robert Desnos verfassten Drehbücher für surrealistisch inspirierte Filme, die Filme von Viking Eggeling und Hans Richter zeigen surrealistische Einflüsse.

## Ein andalusischer HundundDas goldene Zeitalter
Luis Buñuel schuf 1929 in Zusammenarbeit mit Salvador Dalí mit Ein andalusischer Hund den ersten anerkannt surrealistischen Film. Rein assoziativ reiht Luis Buñuel schockierende, sexuell konnotierte und amüsante Sequenzen aneinander und zerstört damit jede lineare Art der Erzählung, um den bürgerlichen Zuschauer zu irritieren und zu erschrecken. 1930 folgte mit Das goldene Zeitalter eine weitere Zusammenarbeit der beiden Künstler, der das Konzept des Vorgängerfilms durch Aspekte des Fetischismus erweiterte. Unter anderem bezieht sich Luis Buñuel auf Die 120 Tage von Sodom des Marquis de Sade, indem er eine christusähnliche Figur als letzten Überlebenden einer Orgie präsentiert. Der Film löste bei seiner Uraufführung rechtsgerichtete Proteste und Ausschreitungen aus und wurde daraufhin verboten. Mit diesem Film endete Bunuels surrealistische Schaffensperiode, obwohl er auch später, etwa in Die Milchstraße (1969), Der diskrete Charme der Bourgeoisie (1972) und Dieses obskure Objekt der Begierde (1977) surrealistische Elemente einsetzte, um die Filmlogik zu brechen.

## Nachwirkungen
Obwohl nur die beiden Luis Buñuel/Dalí-Filme als einzige rein surrealistische Filme gelten, trugen auch Filme aus späterer Zeit surrealistische Merkmale. Dazu zählen unter anderem der dänische Film Spiste Horisonter von Wilhelm Freddle aus dem Jahr 1950 oder La Cloche von Jean L’Hôte aus dem Jahr 1964, in dem eine Kirchenglocke auf ihrem Irrweg durch die Pariser Straßen gezeigt wird. Jean Cocteaus Das Blut eines Dichters (1930) lebt ebenfalls von einer traumartigen Atmosphäre und an Surrealismus gemahnende Symbolik. Maya Deren drehte 1943 den Experimentalfilm Meshes of the Afternoon, in dem klassische narrative Strukturen zugunsten eines surrealistisch anmutenden Symbolismus aufgelöst werden und der in seiner Motivik Vorreiter für die Filme von Alain Resnais (Letztes Jahr in Marienbad, 1961) und Alain Robbe-Grillet (Der Mann, der lügt, 1968) wurde.
Filmemacher wie Fernando Arrabal und Alejandro Jodorowsky griffen in den 1970ern auf die Bildsprache von surrealistischen Vorbildern zurück und nutzten sie für ihren eigenen, radikalen Ansatz in Filmen wie Fando y Lis (1968), El Topo (1972), Montana Sacra – Der heilige Berg (1973) und Ich werde laufen wie ein verrücktes Pferd (1972).
Eine surrealistische Bildsprache wird auch im polnischen Film Die Handschrift von Saragossa von Wojciech Has aus dem Jahr 1964 verwendet, eine Verfilmung des gleichnamigen Romans von Jan Graf Potocki (1760–1815).

## Surrealismus im zeitgenössischen Film
Der Einfluss des Surrealismus wirkt auch bei vielen zeitgenössischen Filmemachern fort. So finden sich surrealistische Motive unter anderen bei David Lynch (Eraserhead, 1977), David Cronenberg (Naked Lunch – Nackter Rausch, 1991), Terry Gilliam (Fear and Loathing in Las Vegas, 1998), Paul Thomas Anderson (Magnolia, 1999) oder Gaspar Noé (Enter the Void, 2009), wobei oft surrealistische Intentionen hinter der visuell reizenden Ausführung von Effekten und Tricks zurückstehen müssen.

## Verallgemeinerung Binottos
Johannes Binotto argumentiert in seinem Essay "Für ein unreines Kino - Film und Surrealismus", dass filmischer Surrealismus nicht nur bei jenen Regisseuren anzutreffen ist, die sich explizit auf die Bewegung der Surrealisten berufen, sondern vielmehr eine Grundeigenschaft des Mediums Film an sich darstellt, da der Film zwangsläufig immer Realität und Traum vermischt (wie Breton in seinem ersten surrealistischen Manifest forderte): "Vom surrealistischen Kino zu sprechen, entpuppt sich folglich als Tautologie. Kino und Surrealismus sind voneinander nicht zu trennen." So wie die Surrealisten bereits in den frühen Filmen Chaplins oder der Marx Brothers surrealistische Momente entdeckten, sei der Surrealismus denn auch dort am effektivsten, wo man ihn am wenigsten vermute: weniger in explizit surrealistischen Avantgarde-Filmen, als vielmehr in Vertretern des amerikanischen Genrekinos, etwa Busby Berkeleys Musical Dames von 1934, Richard Fleischers B-Movie Follow Me Quietly von 1949 oder Jonathan Demmes Thriller Das Schweigen der Lämmer.